# Love Bites (So Do I)
«Love Bites (So Do I)» —en español: «El amor muerde (Yo también)»— es una canción del grupo musical estadounidense Halestorm, fue lanzada como sencillo el 10 de abril de 2012 para promocionar su segundo álbum de estudio titulado The Strange Case of.... Además, forma parte de la banda sonora de Guitar Hero Live. Fue escrita por Lzzy Hale y Dave Bassett. En 2013 obtuvo un Premio Grammy en la categoría "Mejor interpretación de hard rock/metal".

## Fondo
Los miembros del grupo musical han declarado que «Love Bites (So Do I)» fue influenciado por su versión de la canción de Skid Row «Slave to the Grind» y «Lamb of God». Lzzy Hale también mencionó en un episodio de That Metal Show que grupos de thrash metal como Megadeth y Anthrax fueron influencias para la canción.

## Recepción
La canción provocó una reacción positiva de los críticos musicales. Gregory Heaney, en su revisión de AllMusic del álbum principal de la canción, elogió la interpretación vocal de la vocalista Lzzy Hale y comentó que estaban "agregando la cantidad correcta de gruñidos y agallas"; también llamó a la canción "agresiva". Steve Beebee, de Kerrang! , también se mostró positivo hacia la canción, afirmando que la canción "es un abridor tan impactante como cualquiera podría desear", y también sintió que Hale "flexiona (es) sus notables músculos vocales" en la canción. Greg Maki de Live Metal llamó a la canción un "asalto metálico total". Reseña de un álbum de Loudwire comentó que la canción "es la representación perfecta de Halestorm y un gran escaparate de la voz y el ingenio rudo de la líder Lzzy Hale".

## Video musical
El 14 de febrero de 2012 se lanzó un video musical de la canción, dirigido por Jeremy Alter. El video presenta imágenes en blanco y negro del grupo musical interpretando la canción.